# Distrito electoral I (Nebraska)
El distrito electoral I (en inglés: Precinct I) es un distrito electoral ubicado en el condado de Seward en el estado estadounidense de Nebraska. En el Censo de 2010 tenía una población de 708 habitantes y una densidad poblacional de 7,56 personas por km².

## Geografía
El distrito electoral I se encuentra ubicado en las coordenadas 40°49′30″N 96°58′31″O / 40.82500, -96.97528. Según la Oficina del Censo de los Estados Unidos, el distrito electoral I tiene una superficie total de 93.61 km², de la cual 92.44 km² corresponden a tierra firme y (1.25%) 1.17 km² es agua.

## Demografía
Según el censo de 2010, había 708 personas residiendo en el distrito electoral I. La densidad de población era de 7,56 hab./km². De los 708 habitantes, el distrito electoral I estaba compuesto por el 96.19% blancos, el 0.14% eran afroamericanos, el 0.14% eran amerindios, el 0.42% eran asiáticos, el 0.71% eran de otras razas y el 2.4% pertenecían a dos o más razas. Del total de la población el 0.85% eran hispanos o latinos de cualquier raza.